# Muzyka grenlandzka
Muzyka grenlandzka to mieszanka dwóch głównych nurtów – inuickiego i duńskiego z wpływem amerykańskim i brytyjskim. Największa wytwórnia płyt to ULO z Sisimiut, stworzona przez Malika Høgh i Karstena Sommer. ULO wydaje muzykę grenlandzkich zespołów rockowych, jak np. Sume, piosenkarzy popowych takich jak Rasmus Lyberth, grup hip-hopowych, np. Nuuk Posse, a także muzykę ludową. Elementy nowoczesnej muzyki grenlandzkiej są także wykorzystywane przez muzyka jazzowego Kristiana Blaka.
Grenlandzki perkusista Hans Rosenberg opisał Grenlandię jako „zdecydowanie kraj rocka, zarówno jeżeli chodzi o muzykę, jak i dosłownie” (w drugiej części zdania chodzi o znaczenia słowa „rock” jako skały). Duńskie Ministerstwo Spraw Zagranicznych opisuje całą muzykę grenlandzką, wyłączając taniec z bębnami, jako będący pod wpływem nurtów zewnętrznych.

## Muzyka ludowa
Zarówno Inuici, jak i Duńczycy podtrzymują swoje specyficzne formy muzyki ludowej. Tradycje ludowe z całego kraju obejmują m.in. opowieści, cieszące się znacząco mniejszą popularnością od czasu powstania w 1857 roku Południowo-Grenlandzkiej Drukarni S.A.
Muzykę tradycyjną, która najlepiej poradziła sobie z kontaktem z Europą, można znaleźć we wschodniej i północno-wschodniej części wyspy. Obejmuje ona m.in. inspirowane religią tańce z bębnami, do których muzyka grana była na owalnym bębnie, zrobionym z niedźwiedziego pęcherza, naciągniętego na drewnianą ramę. Taniec z bębnami to „jedyny rdzenny rodzaj muzyki” z Grenlandii. Dziś wykonuje się go w związku z niedawno powstałą tendencją badania korzeni. Szamani używali bębnów do ceremonii religijnych, a od czasu do czasu organizowano pojedynki na pieśni. Ten z rywali, który zasłużył na śmiech publiczności, wygrywał. Tradycja tańców z bębnami powoli zanika, a w nowoczesnej Grenlandii rdzenną muzykę łącznie z maskami, malowaniem twarzy i innymi technikami, przejmują amatorskie grupy teatralne, takie jak np. Silamiut. Piseq to forma osobistej pieśni, komentującej życie codzienne. Pieśni te były często przekazywane z pokolenia na pokolenie. Ludowe pieśni grenlandzkich Inuitów służą opowiadaniu historii, grze, naigrawaniu się z innych osób lub oczarowywaniu ich.

## Muzyka Inuitów
Grenlandzcy Inuici mają podobne tradycje muzyczne, co spokrewnieni z nimi mieszkańcy takich kanadyjskich terytoriów, jak Jukon, Nunavut, Terytoria Północno-Zachodnie, a także Alaski i części wschodniej Rosji. Grenlandzcy Innuici to jedna z grup Inuitów wschodnio-arktycznych, ci zaś w Kanadzie i na Alasce należą do obszaru muzykalnego, obejmującego również Inuitów środkowo-arktycznych, różnego jednak od specyficznego stylu Inuitów zachodnioarktycznych.
Muzyka Inuitów grenlandzkich bazuje przede wszystkim na pieśniach i bębnach, przy czym bębny używane są głównie podczas większych uroczystości i spotkań. Mimo iż wokalna muzyka ludowa jest rozbudowana, nie ma w tradycji inuickiej muzyki instrumentalnej – instrumenty używane są zawsze jako akompaniament do tańca lub pieśni. Grenlandzkie bębny składają się głównie z ram drewnianych obciągniętych skórą zwierzęcą z wykonanymi przez bębniarza motywami dekoracyjnymi i symbolicznymi. Jako dodatek do bębna można często spotkać flety, czuryngi i tym podobne instrumenty, czasami także drumle i skrzypce, niedawno zapożyczone z innych kultur.

## Taniec z bębnami
Grenlandzkie tańce z bębnami polegają, tak, jak i we wschodniej i środkowej Kanadzie, na występie pojedynczego tancerza, który w z tańcem łączy pieśni śpiewane w jego rodzinie. Najczęściej dzieje się to w qaggi – budowli ze śniegu, stawianej właśnie z myślą o tańcach z bębnami. Umiejętności mężczyzn w tańcu z bębnami oceniane są według ich wytrzymałości podczas długich występów oraz według natury kompozycji. Tańce z bębnami to ważny element solidarności kulturowej grenlandzkich Inuitów, dostarczający im możliwości tak autoekspresji, jak i czystej rozrywki czy akceptacji społecznej.
Wiele tańców z bębnami zawiera także element rywalizacji, pokazując humorystyczny taniec i śpiew dwu „braci w tańcu”, którzy w tym samym czasie naigrawają się z siebie nawzajem. Najczęściej taniec jest wesołym wydarzeniem, ale może być też okazją do rozstrzygania poważnych sporów między rodzinami lub poróżnionymi z sobą pojedynczymi osobami. W tym wypadku żarty są starannie przygotowywane, a ten, kto wzbudzi najwięcej śmiechu wśród publiczności, uznawany jest za zwycięzcę.

## Inne tradycje pieśni ludowych wśród Inuitów
Wiele ludowych zabaw Inuitów także zawiera w sobie muzykę, np. takie zabawy jak zabawa sznurem, zabawa w chowanego, żonglowanie, rymowanie i zagadki. Jednym z rozpowszechnionych zjawisk jest tradycja katajjaq – rywalizacja wokalna między kobietami, stojącymi naprzeciw siebie. W czasie śpiewu alikwotowego naśladują one dźwięki zwierzęce i inne. Zabawa kończy się najczęściej wspólnym wybuchem śmiechu obu kobiet.
Poza tańcem z bębnami i zabawami ze śpiewem, grenlandzcy Inuici kultywują także tradycję pieśni piseq (lub: piserk, pieśni osobiste). Te pełne wyrazu, duchowe, często zabobonne lub opowiadające jakąś historię pieśni, mogą być m.in. komponowane do tańca z bębnami. Piseq i inne tradycje wokalne, a także zabawy śpiewowe łącznie obejmują szereg stylów i harmonii, zależnych od okoliczności, w jakich są wykonywane. Jednym z przykładów może być użycie przytłumionej harmonii wokalnej, tak do zilustrowania charakterów w pieśniach narracyjnych, jak i na użytek pieśni osobistych w prywatnym otoczeniu. W wielu pieśniach można znaleźć znikomą liczbę rzeczywistych słów, mieszanych z takimi dźwiękami i sylabami, jak np. ai-ya-yainga. Pieśni innuickie są stroficzne i najczęściej korzystają z sześciu różnych dźwięków; użycie motywów melodycznych i związanych z tekstem zdarza się często.
Długość słów występujących w pieśni i ich akcentowanie wpływa na rymy i sprawia, że pieśni nabierają formy zbliżonej do recytacji.

## Muzyka europejska
Wraz z przybyciem na Grenlandię Duńczyków zdobyły popularność nowe instrumenty, m.in. skrzypce, akordeon  oraz formy muzyczne takie jak chrześcijańskie psalmy. Misjonarze morawscy przywieźli ze sobą skrzypce i rogi a także tradycję muzyki instrumentalnej. Najważniejszym jednak ich wkładem w muzykę grenlandzką było wprowadzenie na wyspę tradycji wielogłosowego chóru, który to zapoczątkował powstanie takich współczesnych grup wokalnych, jak np. Mik. Kalattuut (duńska nazwa: dansemik). Jest to wieloletnia forma inuickiej polki, którą można spotkać w wielu popularnych piosenkach, a także u takich muzyków, jak akordeonista Louis Andreasen.
Istnieje także nowoczesny gatunek muzyki, zwany vaigat, bliski muzyce country.

## Muzyka poważna
W muzyce niektórych kompozytorów europejskiej muzyki poważnej, np. Poula Rovsinga Olsena i Adriana Vernona Fisha, można odnaleźć tematy grenlandzkie. Nowoczesny kompozytor Mads Lumholdt (jeden z członków orkiestry Northern Voices, śpiewający w Nowhereland i zespole wokalnym No Offence) wraz ze swoim dziełem Shaman, które zaprezentował na Etoiles Polaires Arctic Culture Festival 2004-05, był w 2006 r. nominowany do nagrody muzycznej Rady Nordyckiej za łączenie tradycyjnej muzyki grenlandzkiej z nowoczesnymi stylami muzycznymi i technologią. Rada Nordycka opisała dzieło następująco: „W ten sposób Lumholdt próbuje przekazać tradycyjną kulturę grenlandzką poprzez współczesny język artystyczny, tak aby z jednej strony zachować szacunek do rdzennej kultury, z drugiej zaś przekazać ją szerszej współczesnej publiczności.”
Hymn Grenlandii to „Nunarput utoqqarsuanngoravit”, w tłumaczeniu – „Nasz kraj, już taki stary”. Skomponowany przez Jonathana Petersens, z tekstem Henrika Lunda (obaj byli Grenlandczykami), jest oficjalnie używany od roku 1916.

## Rockipop
Grenlandia odcięta była od nowoczesnej muzyki północnoamerykańskiej i europejskiej aż do połowy XX wieku. Wśród pierwszych popularnych zespołów znalazł się lokalny Nuuk Orleans Jazz Band. Rock grenlandzki zaczął się poważnie rozwijać w 1973 roku, gdy wytwórnia ULO wydała album Sumut z zespołem Sume. Kupiło go około 20% całej ludności Grenlandii. Śpiewając jako pierwsi po grenlandzku i łącząc elementy rocka z tańcem z bębnami, szybko uruchomili lokalne środowisko rockowe. Wokalista Rasmus Lyberth zrobił wiele dla odświeżenia tradycji muzyki grenlandzkiej poprzez profesjonalne występy, w których muzyka odgrywała rolę rozrywki. Do innych artystów znanych na grenlandzkiej scenie muzycznej należą: Julie Berthelsen, Nina Kreutzmann Jørgensen oraz Simon Lynge.

## Hip-hop
Od 1984 roku amerykański hip-hop jest na Grenlandii bardzo popularny, a zespół hip-hopowy Nuuk Posse odniósł ogromny sukces. Po nich wydali swoje płyty także inni grenlandzcy wykonawcy hip-hopu. Nowsi raperzy, tacy jak Prussic, Peand-El, Lucas, Tomba i Jospal-G wolą mocniejsze i bardziej prowokacyjne teksty niż Nuuk Posse, przez co krytykowani są przez społeczeństwo za psucie młodzieży. Istnieją także różni „undergroundowi” raperzy, próbujący przyciągnąć uwagę nagrywanymi w domu taśmami i płytami CD.